# Munidopsis erinaceus
Munidopsis erinaceus är en kräftdjursart som beskrevs av Alphonse Milne-Edwards 1880. Munidopsis erinaceus ingår i släktet Munidopsis och familjen trollhumrar. Inga underarter finns listade i Catalogue of Life.